# Picä Tumilho
Os Picä Tumilho são uma banda portuguesa de Sendim, Miranda do Douro, que tem como particularidade cantar em mirandês.
Existem desde 1998. Contam com os dois trabalhos discográficos até à data: "Sacho, Gaçpóia i Rock & Roll" e "Faíçca, uã Storia d'amor e laboura".
A crítica social do grupo, que garante beber inspiração "em grandes bandas como Pink Floyd, Led Zeppelin e Marillion", chega também "às péssimas condições das estradas de Trás-os-Montes, aos subsídios desbaratados da União Europeia e à defesa dos interesses dos agricultores.

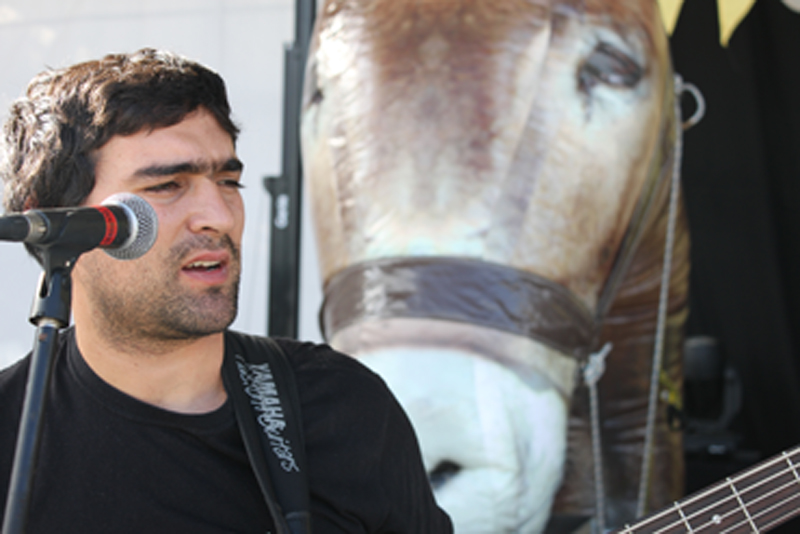
Nico

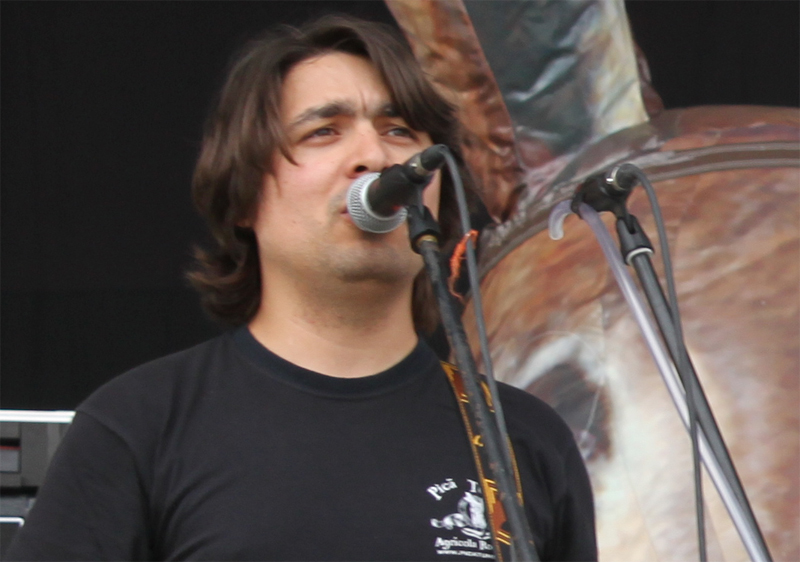
Pedro

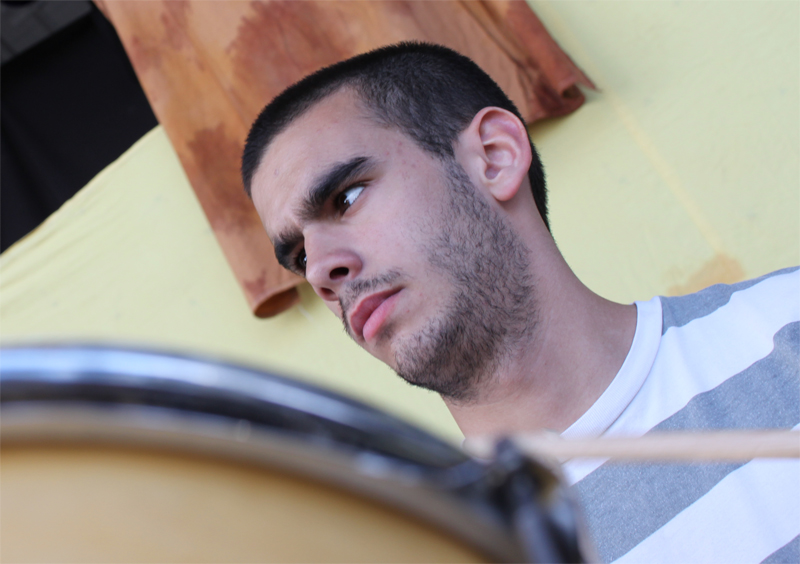
César

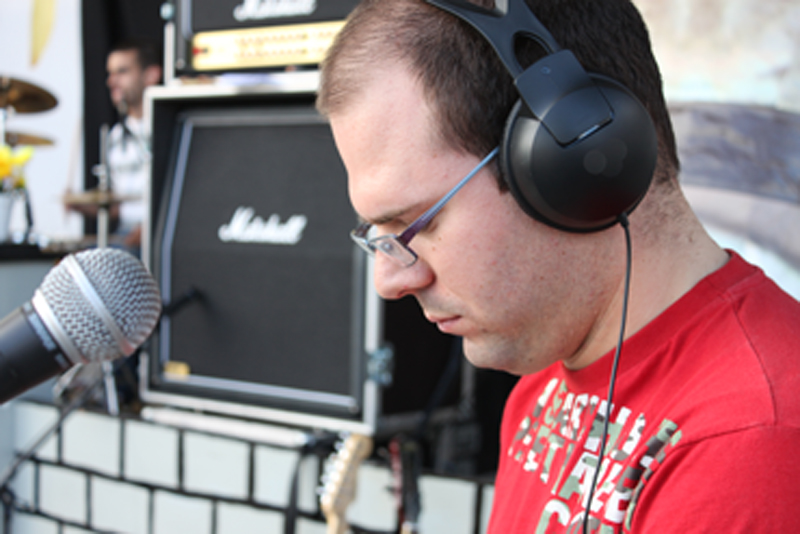
Bruno

Esta banda tem um estilo muito próprio que é intitulado pela própria de agrícola rock band, e as músicas são cantadas na segunda língua oficial de Portugal, o Mirandês.

## Discografia
- Sacho, Gaçpóia i Rock n'Roll (2000)

O primeiro álbum da Banda, lançado em 2000, conta com 10 temas originais todos cantados em mirandês.
Todas as músicas contam histórias de peripécias e vivências do povo que apesar do isolamento e das dificuldades inerentes, sempre viveu da agricultura. Foram essas vivências que criaram: ditos, contos, nomeadas e aventuras bizarras e também cómicas que perduraram ao longo dos anos e que os Pica Tumilho recriaram ao seu estilo adaptando-as ao rock.
- Faiçca, ua stória d’amor i Laboura (2008)

Faiçca, ua stória d’amor i Laboura é o segundo álbum dos Picä Tumilho, lançado em Agosto de 2008 e à semelhança das grandes óperas-rock, para este álbum, dos Picä Tumilho criaram duas personagens que povoam todo o imaginário surrealista do grupo - o casal Florinda e Alfredo Picä.
Alfredo Pica era um vadio, bebedolas, playboy, ladrão de hortas e roqueiro por natureza, que não perdia uma noitada na discoteca. Nos locais de diversão nocturna tinha sempre livre acesso, bastava-lhe apresentar o cartão de azeiteiro, pelo facto de ser sócio da Prensa do Azeite da sua zona agrária.
Naquela manhã gélida de Inverno, Alfredo transportava aos ombros o Alambique que um amigo lhe tinha emprestado para fazer a aguardente. Pelo caminho, em plena rua, conheceu a mulher dos seus sonhos: Florinda d’Assunção. Uma donzela do campo, meiga, singela, trabalhadora, madrugadora, que não perdia uma missa, fã de música pimba. A paixão foi de tal forma avassaladora que o nosso herói fisgado nos saltos dela, deixou rolar rua abaixo as partes que formam o alambique! Ela acabou por lhe fazer companhia, iluminados pelo clarão do lume abrasador que destilava a paixão e o cheiro purificador da aguardente.